# En defensa de la Ilustración
En defensa de la Ilustración: Por la razón, la ciencia, el humanismo y el progreso es un libro publicado en 2018 por el científico cognitivo Steven Pinker (título en inglés, Enlightenment Now. The Case for Reason, Science, Humanism and Progress, Viking, New York) y traducido al español por Pablo Hermida Lazcano (Paidós, Barcelona). En él, Pinker continua los argumentos ya presentados en Los ángeles que llevamos dentro (publicado en 2011) sobre el descenso de la violencia y la mejora de las condiciones de vida, identifica los valores de la Ilustración – la razón, la ciencia y el humanismo – con las causas de ese progreso, y señala como fuerzas que pueden obstaculizar su continuación al fundamentalismo religioso, el populismo en política y las críticas a la ciencia desde posiciones “posmodernistas”.

## Tesis central
Para identificar qué entiende por progreso, un concepto que puede parecer subjetivo, Pinker describe:
"La gran mayoría piensa que la vida es preferible a la muerte, la salud a la enfermedad, la alimentación al hambre, la paz a la guerra, la libertad a la tiranía, la igualdad de derechos a la discriminación, el conocimiento a la ignorancia, la felicidad a la miseria."
El progreso, añade, se manifiesta cuando lo que resulta preferible se da cada vez más, y eso se puede medir con cierta objetividad. El bloque central del libro está dedicado a constatar, con soporte estadístico, los avances registrados en esperanza de vida, salud, prosperidad, protección ambiental, paz, seguridad, igualdad de derechos, conocimiento, y calidad de vida, no solo en Occidente sino en todo el mundo. Algunos datos particularmente descriptivos: De 1780 al presente la esperanza de vida aumentó de 30 años a más de 70. De 1820 a 2015 el porcentaje de población viviendo en condiciones de extrema pobreza disminuyó del 90 al 10 por ciento. A pesar del aumento de la desigualdad, las condiciones de vida en lo que se llamaba el tercer mundo eran en 2007 similares a las de Occidente en 1950. En 1925 los estadounidenses, en promedio, gastaban en necesidades el 60 por ciento del salario; ahora gastan el 30.  Las causas de este progreso Pinker las atribuye a las fuerzas de la razón, la ciencia y el humanismo que, tras la Ilustración, iniciaron en Europa La Gran Escapada del oscurantismo y la miseria en el siglo XVIII y continúan en La Gran Convergencia entre los países desarrollados y los países en desarrollo en el XXI.
Hay afirmaciones que Pinker sostiene y que no casan bien con lo que generalmente se acepta. Frente a la denuncia que autores como Pikkety hacen del aumento de la desigualdad, Pinker señala que la desigualdad no es un componente de bienestar, como lo es la salud, la prosperidad o el conocimiento, y no es, por consiguiente, moralmente objecionable; la pobreza, sí, y la pobreza ha disminuido. Sostiene que el uso de la energía nuclear puede contribuir a reducir el problema del calentamiento global: “Respecto al cambio climático, los que más saben son los que más asustados están; respecto a la energía nuclear, ocurre lo contrario.” Los alimentos genéticamente modificados en su opinión han sido la mejor solución al problema del hambre; la agricultura orgánica, por el contrario, no deja de ser una manera de producir alimentos con alto coste medioambiental y ninguna garantía de beneficio nutritivo. La inteligencia artificial no representa la amenaza existencial a la humanidad que autoridades como Steven Hawking y Elon Musk han descrito.
Hay, sin embargo, señala Pinker, fuerzas en acción que pueden descarrilar el tren del progreso. Frente al humanismo, que define como una moral con base laica, se alza la moralidad teísta, basada en la obediencia a textos revelados que prometen premios y castigos en el más allá. Frente a la democracia liberal que se asienta sobre las ideas de la Ilustración, que son universales, se alzan los populismos, que sostienen la defensa de intereses parciales, de “tribu”, venga esta definida como etnia o nación, como tradicionalmente ha venido haciendo la derecha política, o como clase, como se tiende a hacer desde la izquierda. Pinker critica también lo que denomina “demonización de la ciencia” por parte de corrientes intelectuales “postmodernistas” mayoritarias en los departamentos de humanidades de muchas universidades.

## Recepción
El libro viene avalado con una cita de Bill Gates en su cubierta (en la versión en inglés): “Mi nuevo libro favorito de todos los tiempos”.

### Reseñas positivas
Sara Bakewell en The New York Times lo considera “un libro excelente, escrito con lucidez, oportuno, rico en contenido y elocuente en su defensa del humanismo racional que - según lo muestra - resulta realmente novedoso”.
No tan elogioso, pero también positiva es la reseña que Caroline Winterer escribe en The Washington Post. Tras señalar que el concepto de progreso admite diferentes interpretaciones, señala que “el regalo de Pinker es retarnos no solo a poner al día lo que entendemos por Ilustración sino también a pensar más allá”.

### Reseñas negativas
Para William Davies en The Guardian, “este es Pinker en su versión más burda y menos imaginativa”. Tras desaprobar la visión que se ofrece en el libro sobre desigualdad, cambio climático y otros temas controvertidos, Davies se centra en la “obsesión” que Pinker parece demostrar hacia “intelectuales de izquierda” y “postmodernistas” que se niegan a declarar que vivimos en el mejor momento del mundo: “Seguramente es un rasgo esencial y beneficioso de las sociedades modernas el que la gente se muestre inquieta e insatisfecha, incluso cuando las cosas mejoran.”
En The Sunday Times, John Carey califica al libro como de difícil lectura, que repite el mismo argumento capítulo tras capítulo. Carey niega que la razón, que en principio es amoral, esté en el origen de ese humanismo benevolente que defiende Pinker ya que, si la vida es una batalla, mentir y engañar para ganarla sería una respuesta igualmente racional.
Peter Harrison en ABC Religion and Ethics (Australia) niega a Pinker la autoridad necesaria para hablar de la Ilustración y le acusa de presentar una visión teleológica de la historia. Describe el proceso seguido por Pinker para escribir el libro como sigue: 
"Tome una visión muy selectiva, históricamente discutible y anacronística de la Ilustración. No sea muy escrupuloso en su estudio de la variedad de posiciones mantenidas por los pensadores de la Ilustración, limítese a atribuir sus propias ideas a todos ellos. Busque muchas cosas que pasaron después de la Ilustración y que realmente le gustan. Ilústrelas con gráficos. Repita. Atribuya todas estas cosas buenas a su versión de la Ilustración."
Concluye que si el libro representa el modelo que Pinker muestra a los especialistas en Humanidades para que hagan su trabajo mejor, él no tiene ningún inconveniente en seguir ignorándolo.

### Reseñas en periódicos en español
“Tenemos motivos de sobra para ser optimistas”, titula Guillermo Altares su reseña en El País, en la que sitúa a Pinker dentro de “una corriente de pensamiento en alza que promueve la fe en el constante avance humano”.
En el periódico ABC, Luis Ventoso defiende el libro de las críticas que ha recibido de la izquierda y advierte con Pinker que no se deben dar por supuestas las conquistas de la Ilustración, “toca seguir defendiéndolas contra la irracionalidad, el imperio del sentimentalismo y el veneno del nacionalismo”. Concluye: “No será un best-seller en la autodestructiva España.”
Desde las páginas de La Vanguardia, Carles Casajuana afirma lo bien que viene “que alguien nos recuerde los viejos ideales de la Ilustración con un lenguaje y unos conceptos de hoy, como hace Pinker”. Reconoce que el progreso que Pinker describe es innegable, pero se pregunta que quizá el bienestar material no baste. Ha arrinconado a la religión, que da sentido a la vida de muchos. La globalización nos expone a incertidumbres y miedos que dan alas a los demagogos. Que las soluciones populistas sean equivocadas da igual: “lo que cuenta es que suscitan entusiasmo. ¡Abajo los expertos! ¡Vivan las caenas!” 

Pinker, escribe John Carlin en Clarín, “señala la ignorancia, o el prejuicio, o el perverso impulso humano al pesimismo que nos impide reconocer lo mucho que hemos avanzado”; sin embargo, y aun de acuerdo con la tesis central de Pinker, Carlin reconoce que “la vida es peor para el argentino medio que en los años sesenta.”